# Bridget Riley
Bridget Riley (Londen, 24 april 1931) is een Engelse schilderes, die wordt gezien als een belangrijke vertegenwoordiger van de op-art.

## Biografie
Riley bracht haar jeugd door in Cornwall. Van 1946 tot 1948 studeerde zij op een middelbare meisjesschool in Cheltenham. Haar leraar aldaar, Colin Hayes, die later haar begeleider zou zijn aan het Royal College of Art in Londen, zorgde ervoor dat zij vrijgesteld werd van gewoon onderwijs om zich geheel aan de ontwikkeling van haar kunstzinnige talent te kunnen wijden. Zij studeerde van 1949 tot 1952 aan het Goldsmiths College en van 1952 tot 1955 aan het Royal College of Art, beide in Londen. Tijdens deze laatste opleiding bestudeerde zij het werk van Georges Seurat. Zij sloot haar laatste opleiding af met de graad Bachelor of Arts.
Nadat zij meerdere maanden haar vader had verpleegd, die een ernstig verkeersongeluk had gehad, werkte zij als verkoper, als leraar en trad ten slotte in dienst bij het reclamebureau van J. Walter Thompson, waar zij zich vooral met de afwerking van foto's bezighield. In 1960 maakte zij een reis naar Italië waar zij renaissance kunst, zoals het werk van Piero della Francesca bestudeerde, evenals de kunst van het futurisme. In hetzelfde jaar kreeg zij een baan aan het Hornsey College of Art en ontstonden haar eerst op-art schilderijen.
In 1962 had Riley haar eerste solotentoonstelling in Gallery One van Victor Musgrave in Londen. In 1965 nam ze deel aan de tentoonstelling 'Responsive Eye' in het Museum of Modern Art in New York. In 1968 ontving zij de eerste prijs voor schilderkunst op de Biënnale van Venetië. In datzelfde jaar en in 1977 nam ze deel aan de Documenta IV respectievelijk VI in Kassel. In de beginjaren werkte zij uitsluitend in zwart-wit en grijs. Later ging zij ook in kleur werken, waarbij een reis naar Egypte in 1981 bijdroeg tot de keuze van het kleurpalet.
Riley werkt afwisselend in ateliers in Cornwall, Londen en Vaucluse.
In 1983 gaf zij vorm aan het interieur van het Royal Liverpool Hospital en ontwierp een decor voor de balletvoorstelling Colour Moves van Robert North. Samen met haar toenmalige partner, de architect en beeldend kunstenaar Peter Sedgley, zette zij zich in voor het SPACE-project, dat in leegstaande havengebouwen in Londen ruime en betaalbare ateliers voor jonge kunstenaars beschikbaar wilde maken.

## Schilderstijl
Na impressionistisch en pointillistisch beginwerk probeerde zij de optische principes van de impressionistische schilderwijze consequent verder te ontwikkelen. Geïnspireerd door Vasarely experimenteerde zij met sterk contrasterende kleurvlakken om een sensatie van licht en energie in haar schilderijen op te wekken. Zij bereikt haar doel met uitsluitend geometrische figuren en contrasten, die tijdens het kijken afhankelijk van de gezichtshoek in het oog een sterke illusie van beweging veroorzaken.
Het werk van Bridget Riley behoort tot de abstracte kunst en is een voorbeeld van de schilderstijl die optical art ofwel op-art genoemd wordt.
In 2009 won Riley de Goslarer Kaiserring en in 2012 de Rubenspreis van de stad Siegen.

## Werk in openbare collecties (selectie)
- Museum Boijmans Van Beuningen, Rotterdam[1]
- Tate Modern, Londen

## Werken (selectie)
- Movement in Squares, 1961
- Cataract 3, 1967
- Composition with Circles 7
- Shadow Play, 1990
- High Sky 2, 1992
- Arcadia
- Painting with Verticals, Cadence 3, 2006

## Tentoonstellingen (selectie)
- 2008 - Musée d'Art Moderne de la Ville de Paris
- 2009 - Mönchehaus Museum Goslar, Goslar
- 2009 - Bridget Riley, van oktober t/m 13 december 2009 Walker Art Gallery, Liverpool[2]
- 2010 - Bridget Riley: Paintings and Related Work van 24 november 2010 t/m 22 mei 2011, National Gallery, Londen[3]